# Фатимидский халифат
Фатими́дский халифа́т (араб. الخِلَافَةُ الفَاطِمِيَّةُ‎ — Аль-Хилафатуль-Фатымийя) — средневековое шиитско-исмаилитское государство (халифат), существовавшее с 909 по 1171 год. В эпоху территориального расцвета занимало территории Египта, Магриба, Хиджаза, Тихамы, Палестины и Сирии (Леванта), побережья Красного моря в Африке и Йемене
Фатимидский халифат образовался в результате восстания берберских племён Кутама, возглавляемых исмаилитским проповедником Абу Абдаллахом аш-Ши'и, против династии Аглабидов. Восстание было успешным, и власть перешла к Убайдаллаху аль-Махди, который утверждал, что является потомком дочери исламского пророка Мухаммеда Фатимы и её мужа Али ибн Абу Талиба, четвёртого праведного халифа и первого имама шиитов. После первоначальных завоеваний халифат часто допускал определённую религиозную терпимость по отношению к нешиитским течениям ислама, а также к евреям, мальтийским христианам и коптам.
В конце XI и XII веке халифат Фатимидов быстро пришёл в упадок, а в 1171 году визирь Салах ад-Дин взял власть в свои руки. Он основал династию Айюбидов, которая объединила земли Фатимидов и Аббасидов.

## Начало династии
Одна из крупнейших ветвей шиитского ислама — исмаилиты — возникла в VIII веке. Как и другие шииты они считали, что преемником Мухаммеда и первым халифом должен был быть Али ибн Абу Талиб. От шиитов-двунадесятников их отличало признание седьмым имамом Мухаммада — сына Исмаила ибн Джафара (сын Джафара ас-Садика, шестого шиитского имама); по их преданию, имамат переходит от отца к сыну, а не от брата к брату.
Религиозная идеология Фатимидского халифата зародилась в исмаилитском движении, начатом в девятом веке в Саламии (Сирия) восьмым имамом-исмаилитом Ахмадом аль-Вафи (766—828). Он заявил о своём происхождении от Исмаила ибн Джафара, из-за чего его прозвали аль-Фатимий («Фатимид»). С VIII по X век исмаилитские имамы, (Ахмад аль-Вафи, Мухаммад ат-Таки (813—840) и Абдуллах ар-Ради (ум. 881) оставались в «сокрытии» и работали против правителей того времени.
Вместе со своим сыном, 11-м имамом Убайдаллахом (873—934), Ради под видом купца, пробрался в Сиджильмасу (ныне Марокко), спасаясь от преследований со стороны Аббасидского халифата, который считал верования исмаилитов еретическими, а также считал их политической угрозой для своего правления. Согласно легенде, Абдуллах и его сын исполняли пророчество о том, что махди придет из Месопотамии в Магриб. Они скрывались среди населения Сиджилмасы, тогда независимого эмирата, которым правил принц Яса ибн Мидрар (прав. 884—909).
В начале X века на территории Ифрикии началось восстание исмаилитов во главе с проповедником Абу Абдаллахом аш-Шии и Убайдаллахом. Вскоре контроль Фатимидов распространился на весь Магриб, состоящий из территорий таких современных стран, как Марокко, Алжир, Тунис и Ливия, которым Убайдаллах правил из эль-Махдии. Недавно построенный город аль-Мансурия (араб. المنصورية‎), недалеко от Кайруана, служил в качестве столицы Фатимидского халифата во время правления имамов аль-Мансур Биллаха (прав. 946—953) и аль-Муизз Лидиниллаха (прав. 953—975).
С момента захвата власти Убайдаллахом Фатимиды предпринимали неоднократные попытки овладеть Египтом — плодороднейшей и богатейшей областью Аббасидского халифата. В 914 году фатимидская армия осуществила первое вторжение и заняла Александрию, но вскоре была разбита посланным аббасидским халифом аль-Муктадир Биллахом войском во главе с военачальником Мунисом.
Новая попытка вторжения была предпринята в 919 году. Однако и в этот раз Убайдаллаха ждала неудача. Его флот был потоплен у Розетты, а сухопутная армия, вновь сумевшая занять Александрию, в начале 921 года вытеснена войсками Аббасидов из Египта.
В начале 948 года аль-Мансур Биллах перенёс столицу страны в основанный им к югу от Кайруана близ селения Сабра город Эль-Мансурия.
Завоевать Египет смог правнук Убайдаллаха — халиф аль-Муизз Лидиниллах (954—975). Придя к власти, он начал деятельную и систематическую подготовку к египетскому походу. В специальных лагерях он обучал и тренировал свою армию. Был создан флот для транспортировки продовольствия. В Египет было отправлено множество агентов и проповедников, установивших связи с египетскими шиитами.
Весной 969 года стотысячная фатимидская армия во главе с Джаухаром ас-Сакали (бывшим рабом — христианином греческого происхождения с Сицилии) вторглась в Египет. Без труда одержав победу под Гизой, Джаухар вошёл в Фустат. Недалеко отсюда он построил новый дворцовый город, который он также назвал аль-Мансурия. При аль-Муизз Лидиниллахе Фатимиды завоевали Ихшидидский вилайят, основав новую столицу аль-Кахиру (с арабского «Завоеватель», «Победитель») или Каир в 969 году. Каир был задуман в качестве королевского корпуса для фатимидского халифа и его армии — фактическим административной и экономической столицей Египта. В 972 году сюда прибыл сам халиф аль-Муизз Лидиннилах. Египет вошёл в состав Фатимидского государства. После Египта Фатимиды продолжали завоевывать прилегающие районы, пока они не правили от Туниса до Сирии, включая Сицилию.
Египет процветал, а Фатимиды создали обширную торговую сеть как в Средиземном море, так и в Индийском океане. Их торговые и дипломатические связи, простирающиеся вплоть до Китая при династии Сун (прав. 960—1279), в конечном счёте определил экономический курс Египта в эпоху позднего средневековья. Внимание Фатимидов к сельскому хозяйству ещё больше увеличило их богатство и позволило династии и египтянам процветать под властью Фатимидов. Использование товарных культур и распространение торговли льном позволило Фатимидам импортировать другие предметы из разных частей света.

## Аль-Хаким
В 996—1021 годах в Египте правил халиф аль-Хаким Биамриллах. Он провёл программу реформ, которая, в частности, устраняла на практике рабовладение. Хотя в теории ислам запрещал рабовладение для мусульман, оно оказывалось юридически возможным для евреев и христиан. Число злоупотреблений со стороны мусульман в отношении рабовладения при этом было весьма значительным.
Аль-Хаким запретил многожёнство, отмечая, что ислам предусматривал возможность иметь до 4 жён как исключительную меру в чрезвычайных обстоятельствах. Он издал указ о равенстве официально господствовавшего шиитского, исмаилитского и суннитского правоприменения. Вёл серию войн в Сирии.
Решающую роль в оформлении идеологии реформ аль-Хакима и проведении этих самых реформ в период самых радикальных мер и в уничтожении оппозиции реформам сыграл Дарази, по меньшей мере, в области внешней, пропаганды исмаилизма за рубежом, а также управления завоёванными Фатимидами провинциями. Родившийся в Бухаре, Дарази был тюрком по происхождению. По профессии он, скорее всего, был портным, однако рано стал профессиональным исмаилитским проповедником, агентом фатимидских спецслужб, был привлечен к службе при фатимидском дворе в Каире во времена халифа аль-Хаким Биамриллаха. Сам халиф «и его ближайший друг, философ ад-Дарази, проводили ночи, практикуя странные ритуалы на каирских холмах…».
С. Гафуров предполагал, что оппонентами Дарази выступало консервативное руководство христианских церквей, «вписавшихся в фатимидский истеблишмент». Христиане различных конфессий и евреи представляли собой основу административного аппарата Фатимидов, которые, будучи выходцами из отсталой части Северной Африки и революционными разрушителями суннитского государственного аппарата, были вынуждены в части гражданской администрации опираться на более образованные христианские и еврейские круги, при этом поддерживая баланс сил между различными христианскими конфессиями: православными, коптами, различными видами несториан, католиками, а также национальными церквями — армянами и эфиопами. Однако ко времени воцарения аль-Хаким Биамриллаха этот баланс был резко нарушен в пользу православных, занявших основные административные посты.
На первом этапе Дарази поддержал аль-Хаким Биамриллах, нанося удар по традиционным христианским конфессиям и поддерживая оппозиционные христианские церкви и еврейскую общину, играя на имущественных конфликтах между христианскими конфессиями. Однако, по мнению Гафурова, в дальнейшем представителям консервативных христианских элит удалось взять вверх, что привело к опале (и, возможно, казни) Дарази. По сомнительным свидетельствам врагов аль-Хакима, он был эксцентричным и даже психически нездоровым человеком. В целом, его правление было отмечено началом упадка власти халифа.
Реформаторская деятельность аль-Хакима вызвала раскол среди его приближенных. Наиболее радикально настроенные исмаилиты после перехода аль-Хакима к более взвешенной политике покинули двор и укрылись в горах Ливана, где начали активную пропагандистскую деятельность. В 1021 году аль-Хаким исчез при таинственных обстоятельствах. По всей видимости, он был убит своими приближенными, немедленно начавшими кампанию по очернению аль-Хакима. С учётом времени, потребного для распространения сведений о смерти халифа, а также сомнений в их достоверности, некоторые ливанские кланы и племена верили, что он не умер, а ушёл «в сокрытие» (скрывается и готовит силы для возвращения себе престола). Позднее это трансформировалось в религиозное убеждение, что аль-Хаким появится в День Страшного суда в качестве махди. Принявшие взгляды Дарази племена и кланы составили основу друзов.
Аль-Хаким Биамриллах объявил в 1009 году указ о равенстве официально господствовавшего юридического положения шиитского (исмаилитского) с суннитским, но, по свидетельству врагов халифа, по отношению к евреям и христианам он неоднократно нарушил мусульманский принцип терпимости. Враги аль-Хакима утверждали, что с 1017 халиф объявил себя инкарнацией бога. Однако сохранившиеся письма аль-Хаким Биамриллаха опровергают эти утверждения.
Его царствование было полно смут и грозило опасностью самому существованию династии; но сын аль-Хаким Биамриллаха Захир (1021—1036) со своей тёткой-опекуншей Ситталь-мольк опять восстановил порядок. Последующие Фатимиды: аль-Мустансир Биллах (1036—1094), аль-Мустали Биллах (1094—1101), аль-Амир Биахкамиллах (1101—1130), аль-Хафиз Лидиниллах (1130—1149), аз-Зафир Биамриллах (1149—1154), аль-Фаиз Бинасруллах (1154—1160), аль-Адид Лидиниллах (1160—1171). При них Египет иногда подвергался внутренним волнениям, но в основном процветал и обогащался морской и караванной торговлей; в Сирии же шли крестовые походы, противодействие которым выдвинуло династию Айюбидов.

## Падение
К 1060-м годам шаткое равновесие между различными этническими группами в армии Фатимидов рухнуло, так как Египет пережил длительный период засухи и голода. Сокращение ресурсов ускорило проблемы между различными этническими группировками, и началась откровенная гражданская война, главным образом между тюрками под командованием Насира аль-Давлы ибн Хамдана и чернокожими африканскими войсками, в то время как берберы сменили союз между двумя сторонами. Тюркские войска армии Фатимидов захватили большую часть Каира и удерживали город и халифа в качестве выкупа, в то время как берберские войска и оставшиеся суданские войска бродили по другим частям Египта.
В 1072 году, в отчаянной попытке спасти Египет, фатимидский халиф Маад аль-Мустансир Биллах отозвал генерала Бадра аль-Джамали, который в то время был губернатором Акры, Палестины. Бадр аль-Джамали повел свои войска в Египет и сумел успешно подавить различные группы восставших армий, в значительной степени очистив тюрков в этом процессе. Хотя халифат был спасен от немедленного уничтожения, десятилетнее восстание опустошило Египет, и он так и не смог вернуть себе большую власть. В результате Бадр аль-Джамали также стал визирем фатимидского халифа, став одним из первых военных визирей («Амир аль-Джуюш», امير الجيوش, командующий войсками Фатимидов), которые будут доминировать в политике поздних Фатимидов. Аль-Джами аль-Джуюши (الجامع الجيوشي, мечеть армий), или мечеть Джуюши, была построена Бадром Аль-Джамали. Мечеть была построена в 478 году х / 1085 года нашей эры под покровительством тогдашнего халифа и имама Маада Аль-Мустансира Биллаха. Он был построен на краю холмов Мокаттам, обеспечивая вид на город Каир. Эта мечеть была также известна как памятник победы в память о восстановлении порядка визирем Бадром для имама Мустансира. Когда военные визири фактически стали главами государств, сам халиф был низведен до роли номинального главы. Сын Бадра аль-Джамали, аль-Афдаль Шаханшах, наследовал ему в качестве визиря.
В 1040-х годах берберские Зириды (правители Северной Африки при Фатимидах) объявили о своей независимости от Фатимидов и признании суннитских аббасидских халифов Багдада, что привело Фатимидов к началу опустошительных нашествий Бану Хиляля на Северную Африку. Примерно после 1070 года власть Фатимидов на побережье Леванта и в некоторых частях Сирии была нарушена сначала вторжениями тюрков, а затем крестовыми походами, так что территория Фатимидов сократилась до размеров Египта. Фатимиды постепенно уступили Сицилийский эмират в течение тридцати лет итало-норманнскому Рожеру I, который к 1091 году полностью контролировал весь остров.
После распада Фатимидской политической системы в 1160-х годах Зенгидский правитель Нур ад-Дин Занги приказал своему полководцу Ширкуху захватить Египет у визиря Шавара в 1169 году. Ширкух умер через два месяца после прихода к власти, и власть перешла к его племяннику Салах ад-Дину. Так начался Айюбидский султанат Египта и Сирии.

## Список фатимидских халифов
| №  | Имя                                       | Тронное имя           | Годы жизни | Годы правления |                                              |
| -- | ----------------------------------------- | --------------------- | ---------- | -------------- | -------------------------------------------- |
| 1  | Абу Мухаммад ‘Абдуллах ибн аль-Хусейн     | Аль-Махди Биллах      | 873—934    | 909—934        | Основатель династии                          |
| 2  | Абу-ль-Касим Мухаммад ибн Абдуллах        | Аль-Каим Биамриллах   | 893—946    | 934—946        |                                              |
| 3  | Абу Захир Исмаил ибн Мухаммад             | Аль-Мансур Биллах     | 914—953    | 946—953        |                                              |
| 4  | Абу Тамим Маад ибн Исмаил                 | Аль-Муизз Лидиниллах  | 932—975    | 953—975        | Подчинение Египта Фатимидам                  |
| 5  | Абу Мансур Низар ибн Маад                 | Аль-Азиз Биллах       | 955—996    | 975—996        |                                              |
| 6  | Абу Али Мансур ибн Низар                  | Аль-Хаким Биамриллах  | 985—1021   | 996—1021       |                                              |
| 7  | Абу-ль-Хасан Али ибн Мансур               | Аз-Захир Биллах       | 1005—1036  | 1021—1036      | До 1023 года де-факто правила Ситт аль-Мульк |
| 8  | Абу Тамим Маад ибн Али                    | Аль-Мустансир Биллах  | 1029—1094  | 1036—1094      | Самое длительное правление                   |
| 9  | Абу-ль-Касим Ахмад ибн Маад               | Аль-Мустали Биллах    | 1076—1101  | 1094—1101      |                                              |
| 10 | Абу Али Мансур ибн Ахмад                  | Аль-Амир Биахкамиллах | 1096—1130  | 1101—1130      |                                              |
| 11 | Абу-ль-Маймун Абд аль-Маджид ибн Мухаммад | Аль-Хафиз Лидиниллах  | 1076—1149  | 1130—1149      |                                              |
| 12 | Абу Мансур Исмаил ибн Абд аль-Маджид      | Аз-Зафир Биамриллах   | 1133—1154  | 1149—1154      |                                              |
| 13 | Абу-ль-Касим Иса ибн Исмаил               | Аль-Фаиз Бинасриллах  | 1149—1160  | 1154—1160      |                                              |
| 14 | Абу Мухаммад Абдуллах ибн Юсуф            | Аль-Адид Лидиниллах   | 1149—1171  | 1160—1171      | Переход власти к Айюбидам                    |